# Південний революційний фронт боротьби з контрреволюцією
Південний революційний фронт боротьби з контрреволюцією, Група військ по боротьбі з контрреволюцією на півдні Росії — військове угруповання, створене на початку грудня 1917 РНК Радянської Росії для боротьби проти автономних державних утворень — Області Війська Донського та Української Народної Республіки — з метою встановлення там радянської влади. Складалося, головним чином, з червоногвардійських загонів (див. Червона гвардія). Командувач — народний комісар В.Антонов-Овсієнко, начальник штабу — М.Муравйов.
Від 21(08) грудня 1917 червоногвардійські загони з Радянської Росії почали зосереджуватись у Харкові. 22–23(9–10) груд. з їхньою допомогою в місті була встановлена радянська влада, а 24–25(11–12) грудня проведений Перший всеукраїнський з'їзд Рад 1917, який оголосив Україну Радянською республікою. На кінець 1917 — початок 1918 до групи входило 20 тис. червоногвардійців з Радянської Росії (загони Р.Сіверса, Ю.Сабліна, П.Єгорова, Г.Петрова та ін.) та місцева Червона гвардія. На початку січня 1918 (у 20-х числах грудня 1917 ст. ст.) війська групи без оголошення війни УНР розпочали бойові дії на її теренах — м. Лозова (нині місто Харківської обл.), Павлоград, Синельникове (нині місто Дніпропетровської обл.), Слов'янськ. У січні 1918 вони під виглядом допомоги більшовикам України у встановленні радянської влади розгорнули наступ від Харкова і Катеринослава (нині м. Дніпро), а також від Брянська (нині місто в РФ) і Гомеля (нині місто в Білорусі) в напрямі Києва. Прикриттям воєнних дій проти УНР став заклик Народного Секретаріату до збройної боротьби проти «контрреволюційної» Української Центральної Ради. 8 лютого(26 січня) 1918 радянські загони зайняли Київ. Уряд УНР та вірні йому військові частини відступили до західних кордонів. На сході війська групи у січні–лютому 1918 оволоділи Донецьким басейном, територією Області Війська Донського та скинули владу генерала О.Каледіна. В результаті бойових дій групи радянська влада була встановлена на Дону і в Україні (за винятком західних повітів Волині і Поділля).